# 십이지장충
십이지장충(十二指腸蟲)은 구충과에 속하며 아메리카구충 (Necator americanus)과 두비니구충 (Ancylostoma duodenale) 등을 포함하고 있다.

## 하위 종
- 구충과 (Ancylostomatidae 또는 Ancylostomidae)
  - 치판구충속 (Necator)
    - 아메리카구충 (Necator americanus)

  - 구충속 (Ancylostoma)
    - 두비니구충 (Ancylostoma duodenale)

## 특징
십이지장충은 주로 열대와 아열대 지방에 흔하며 온대 지방에도 분포한다. 성충은 사람의 소장 윗부분에 기생하고 점막에 달라붙어서 피를 빨며 철결핍성빈혈을 일으킨다. 암컷의 성충은 몸길이 약 11-14mm로 하루에 1-2만 개의 알을 낳는다.

## 감염
사람의 감염은 주로 입을 통해 이루어지며, 소장점막으로 침입하여 일정한 발육을 거친 후 소장으로 나와 성충이 된다. 또 일부 유충은 점막에 침입한 후 혈관을 타고 허파로 들어가 기관(氣管), 인두(咽頭)를 거쳐 소장에 이르는 것도 있고, 피부로 감염되는 것도 있다. 십이지장충이 폐에서 기관을 거쳐 인두에 이를 때 매스꺼움, 구토, 복통, 설사 등의 소화기 증상 외에 목 안에 심한 가려움이나 아픔을 느끼며 계속해서 기침을 한다. 십이지장충은 기생하는 개체수가 많기 때문에 사람에게 아주 해롭다. 십이지장충에 감염되면 피가 손실되기 때문에 심한 빈혈 증세가 나타난다.

## 참고 자료
- 이 문서에는 다음커뮤니케이션(현 카카오)에서 GFDL 또는 CC-SA 라이선스로 배포한 글로벌 세계대백과사전의 내용을 기초로 작성된 글이 포함되어 있습니다.